# Helgenomsassociationsstudie
Indenfor genomik (en) er et helgenomsassociationsstudie (ofte forkortet GWAS eller WGAS fra engelsk hhv. genome-wide association study og whole genome association study) en observationsundersøgelse af et helt genoms sæt af genetiske varianter i forskellige individer for at finde eventuelle egenskaber associeret med variationer i gener. GWAS fokuserer typisk på forbindelser mellem enkeltnukleotidpolymorfi (forkortet SNP fra engelsk) og egenskaber såsom større menneskelige sygdomme, men kan også anvendes på enhver anden genetisk variant og organisme.
Når GWAS bruges på data fra mennesker, sammenlignes DNA af deltagere med forskellige fænotyper for en særlig egenskab eller sygdom. Disse deltagere kan være mennesker med en sygdom (cases) og lignende mennesker uden sygdommen (controls). De kan også være mennesker med andre fænotyper for en specifik egenskab eksempelvis farveblindhed. Denne fremgangsmåde er kendt som fænotype-først, hvor deltagerne først klassificeres af deres kliniske manifestationer. Dette er i modsætning til genotype-først (en). Hver person afgiver en DNA prøve, hvoraf millioner af genetiske variationer aflæses med SNP arrays (en). Hvis der er signifikant statistisk evidens for at en variant (en allel) er mere hyppig i personer med sygdommen, siges det at allelen er associeret med sygdommen. De associerede SNPer anses for at markere en region i det menneskelige genom, som kan have indflydelse på den givne sygdom.
I kontrast til metoder som undersøger et lille antal af specificerede genetiske regioner, tester GWAS hele det menneskelige genom. Derfor er GWAS en ikke kandidatdrevet fremgangsmåde i modsætning til gen-specifik kandidat-drevne undersøgelser (en). GWAS identificerer SNPer og andre variationer i DNA, som associeres med sygdomme, men de kan ikke specificere hvilke gener er kausale.
Den første succesfulde GWAS, der blev offentliggjort i 2002, undersøgte myokardieinfarkt (blodprop i hjertet). Dette studiedesign blev derefter anvendt i det banebrydende GWAS fra 2005, som undersøgte patienter med aldersrelateret maculadegeneration (en), og fandt to SNP'er med signifikant ændret allelfrekvens sammenlignet med raske kontrolpersoner. Pr. 2017 har over 3.000 humane GWAS undersøgt mere end 1.800 sygdomme og egenskaber, og tusindvis af SNP-associationer er blevet identificeret. Bortset fra i tilfælde af sjældne genetiske sygdomme er disse associationer meget svage. Selvom hver enkelt association måske ikke forklarer en stor del af risikoen, giver de indsigt i vigtige gener og biologiske signalveje og kan være betydningsfulde, når de betragtes samlet (polygenisk score (en)).